# 島根郡
島根郡是過去屬於出雲國的郡，位於島根半島東側。已於1896年4月1日合併為八束郡。
廢除前的範圍現在已全部併入松江市。

## 歷史
根據733年完成的《出雲國風土記》記載，島根郡下設：
- 朝酌鄉
現在的松江市朝酌町、福富町、大井町、大海崎町、西尾町地區。
- 山口鄉
現在的松江市上東川津町、下東川津町、西川津町、川原町地區。
- 手染鄉
現在的松江市手角町、長海町、野原町、本庄町、新庄町、上宇部尾町、美保關町下宇部尾地區。
- 美保鄉
現在的松江市美保関町美保關、福浦、雲津、諸喰、森山地區。
- 方結鄉
現在的松江市美保關町片江、七類、菅浦、北浦地區。
- 加賀鄉
現在的松江市島根町加賀、大蘆、鹿島町御津地區。
- 生馬鄉
現在的松江市東生馬町、西生馬町、薦津町、浜佐田町、上佐陀町、下佐陀町地區。
- 法吉鄉
現在的松江市法吉町、春日町、末次町、中原町、奧谷町、菅田町地區。
- 餘戶里
現在的松江市鹿島町北講武、南講武地區。
- 千酌驛家
現在的松江市美保關町千酌地區。

### 年表
- 1889年4月1日：實施町村制，松江市從島根郡分出，島根郡下轄：法吉村、生馬村、本庄村、持田村、朝酌村、東川津村、西川津村、講武村、御津村、野波村、大蘆村、加賀村、美保關村、千酌村、片江村、森山村。（16村）
- 1896年4月1日：島根郡、意宇郡與秋鹿郡合併為八束郡。